# Madagaskar na Letnich Igrzyskach Olimpijskich 2012
Madagaskar na Letnich Igrzyskach Olimpijskich 2012, które odbyły się w Londynie, reprezentowało 7 zawodników.
Był to jedenasty start reprezentacji Madagaskaru na letnich igrzyskach olimpijskich.

## Reprezentanci

### Judo
Mężczyźni
| Zawodnik          | Konkurencja | 1/16                         | 1/8              | Ćwierćfinały     | Półfinały        | Repasaż 1        | Repasaż 2        | Finał            | Finał   |
| Zawodnik          | Konkurencja | Przeciwnik Wynik             | Przeciwnik Wynik | Przeciwnik Wynik | Przeciwnik Wynik | Przeciwnik Wynik | Przeciwnik Wynik | Przeciwnik Wynik | Pozycja |
| ----------------- | ----------- | ---------------------------- | ---------------- | ---------------- | ---------------- | ---------------- | ---------------- | ---------------- | ------- |
| Fetra Ratsimiziva | -81 kg      | Emmanuel Lucenti P 0001–1000 | NQ               | NQ               | NQ               | NQ               | NQ               | NQ               | NQ      |

### Lekkoatletyka
Mężczyźni
| Zawodnik | Konkurencja        | Eliminacje | Eliminacje | Ćwierćfinał | Ćwierćfinał | Półfinał | Półfinał | Finał | Finał   |
| Zawodnik | Konkurencja        | Wynik      | Miejsce    | Wynik       | Miejsce     | Wynik    | Miejsce  | Wynik | Miejsce |
| -------- | ------------------ | ---------- | ---------- | ----------- | ----------- | -------- | -------- | ----- | ------- |
| Kamé Ali | 110 m przez płotki | DSQ        | DSQ        | —           | —           | NQ       | NQ       | NQ    | NQ      |

Kobiety
| Zawodniczka         | Konkurencja | Eliminacje | Eliminacje | Ćwierćfinał | Ćwierćfinał | Półfinał | Półfinał | Finał | Finał   |
| Zawodniczka         | Konkurencja | Wynik      | Miejsce    | Wynik       | Miejsce     | Wynik    | Miejsce  | Wynik | Miejsce |
| ------------------- | ----------- | ---------- | ---------- | ----------- | ----------- | -------- | -------- | ----- | ------- |
| Eliane Saholinirina | 1500 m      | 4:19.46    | 41.        | —           | —           | NQ       | NQ       | NQ    | NQ      |

### Pływanie
Mężczyźni
| Zawodnik              | Konkurencja          | Eliminacje | Eliminacje | Półfinał | Półfinał | Finał | Finał   |
| Zawodnik              | Konkurencja          | Czas       | Miejsce    | Czas     | Miejsce  | Czas  | Miejsce |
| --------------------- | -------------------- | ---------- | ---------- | -------- | -------- | ----- | ------- |
| Tsilavina Ramanantsoa | 200 m st. klasycznym | DSQ        | DSQ        | NQ       | NQ       | NQ    | NQ      |

Kobiety
| Zawodniczka             | Konkurencja        | Eliminacje | Eliminacje | Półfinał | Półfinał | Finał | Finał   |
| Zawodniczka             | Konkurencja        | Czas       | Miejsce    | Czas     | Miejsce  | Czas  | Miejsce |
| ----------------------- | ------------------ | ---------- | ---------- | -------- | -------- | ----- | ------- |
| Estellah Fils Rabetsara | 100 m st. dowolnym | 1:02.39    | 43.        | NQ       | NQ       | NQ    | NQ      |

### Podnoszenie ciężarów
Kobiety
| Zawodniczka               | Konkurencja | Rwanie | Rwanie  | Podrzut | Podrzut | Razem  | Pozycja |
| Zawodniczka               | Konkurencja | Wynik  | Pozycja | Wynik   | Pozycja | Razem  | Pozycja |
| ------------------------- | ----------- | ------ | ------- | ------- | ------- | ------ | ------- |
| Nathalia Rakotondramanana | -48 kg      | 55 kg  | 12.     | 80 kg   | 12.     | 135 kg | 12.     |

### Zapasy
Kobiety
| Zawodniczka        | Konkurencja | Kwalifikacje     | 1/8                 | Ćwierćfinał      | Półfinał         | Repasaż 1        | Repasaż 2        | Finał            | Finał   |
| Zawodniczka        | Konkurencja | Przeciwnik Wynik | Przeciwnik Wynik    | Przeciwnik Wynik | Przeciwnik Wynik | Przeciwnik Wynik | Przeciwnik Wynik | Przeciwnik Wynik | Pozycja |
| ------------------ | ----------- | ---------------- | ------------------- | ---------------- | ---------------- | ---------------- | ---------------- | ---------------- | ------- |
| Josiane Soloniaina | -72 kg      | BYE              | Annabelle Ali P 0-5 | NQ               | NQ               | NQ               | NQ               | NQ               | NQ      |